# La République de Seine-et-Marne
La République de Seine-et-Marne est un journal hebdomadaire régional français, appartenant au groupe Publihebdos. Le siège est situé à Melun. Il est imprimé à Saint-Ouen.

## Histoire
Le journal est né le 20 février 1894 en replacement direct du journal l'Avenir dont il suit l'abonnement et la ligne. Au début, sa parution est tri-hebdomadaire, il parait le mardi, jeudi et samedi. À partir du 1er mai 1904, il passe à une parution bi-hebdomadaire (le jeudi et le dimanche). À partir du 1er juillet 1914, à la veille de l'entrée dans la Première Guerre Mondiale, il passe à une parution hebdomadaire le dimanche, afin de permettre de baisser le prix de l'abonnement afin de rendre le journal plus accessible au plus grand nombre et diffuser les idées promus par le journal, la défense de la république. À partir de ce moment-là, il devient un organe officiel du Parti Radical. Durant la Seconde Guerre mondiale, le 3 juin 1942, il est dit qu'à la suite d'une pénurie de papier, le journal doit cesser de paraitre. En réalité, ce sont les occupants allemands qui ont interdit le journal. Il réapparaitra après la libération, le 04 octobre 1944. Par conséquent, le journal n'est pas concerné par les Ordonnances de 1944 sur la presse qui ont frappé d'interdit les journaux ayant collaboré. À partir de sa réapparition, il n'est plus fait mention de ses liens avec le parti radical.

## Ligne éditoriale
Cet hebdomadaire traite de différentes thématiques : faits divers, sport, loisirs, culture, petites annonces, cinéma, festivités, politique locale, vie associative... Il est tiré à près de 25 000 exemplaire chaque semaine.
La République de Seine-et-Marne publie par ailleurs de nombreux suppléments tout au long de l'année : Entreprises, RepStyles...
Le journal est également présent sur Internet via ses articles présents sur le pure-player Actu.fr avec également des applis disponibles sur Google Play et Apple Store.